# Mondragone
Mondragone är en kommun i provinsen Caserta i regionen Kampanien i Italien. Kommunen hade 28 797 invånare (2017). De första invånarna i området var aurunkerna, men eftersom de bodde i små byar utan försvarsanläggningar erövrades de lätt av romarna. År 296 f.Kr. grundade romarna kolonin Sinuessa, som sedan blev Mondragone.